# Zone Fantasy
Zone Fantasy – kanał filmowy należący do brytyjskiej spółki Chello Zone, pokazujący wyłącznie filmowe gatunki: horror, science fiction, fantasy. Program nadaje przez 24 godziny na dobę. Zone Fantasy jest obecny we Włoszech.